# Алгебраическая система
Алгебраическая система в универсальной алгебре — непустое множество {\displaystyle G} (носитель) с заданным на нём набором операций и отношений (сигнатурой). Алгебраическая система с пустым множеством отношений называется алгеброй, а система с пустым множеством операций — моделью.
{\displaystyle n}-арная операция на {\displaystyle G} — это отображение прямого произведения {\displaystyle n} экземпляров множества в само множество {\displaystyle G^{n}\to G}. По определению, нульарная операция — это просто выделенный элемент множества. Чаще всего рассматриваются унарные и бинарные операции, поскольку с ними легче работать, но в связи с нуждами топологии, алгебры, комбинаторики постепенно накапливается техника работы с операциями большей арности, здесь в качестве примера можно привести теорию операд (клонов полилинейных операций) и алгебр над ними (мультиоператорных алгебр).
Понятие возникло из наблюдений за общностью конструкций, характерных для различных общеалгебраических структур, таких как группы, кольца, решётки; в частности, таковы конструкции подсистемы (обобщающей понятия подгруппы, подкольца, подрешётки соответственно), гомоморфизма, изоморфизма, факторсистемы (обобщающей соответственно конструкции факторгруппы, факторкольца, факторрешётки). Эта общность изучается в самостоятельном разделе общей алгебры — универсальной алгебре, при этом получен ряд содержательных результатов, характерных для любых алгебраических систем, например, такова теорема о гомоморфизме, которая в случае алгебраической системы без заданных отношений — алгебры — уточняется до теорем об изоморфизме, известных ранее из теории групп и теории колец.
В математике с той или иной степенью строгости также используется понятие «алгебраической структуры». В частности, у Бурбаки оно формализовано как множество, наделённое операциями; при этом множество, наделённое отношениями (наличие которых возможно для алгебраической системы), уже рассматривается как математическая структура другого рода — структура порядка. Однако и не все алгебраические структуры описываются алгебраическими системами без дополнительных конструкций, в качестве примера таковых можно упомянуть коалгебры, биалгебры, алгебры Хопфа и комодули над ними; кроме того, даже для определения таких классических структур, как модуля над кольцом или алгебры над полем, в универсальной алгебре используются такие искусственные конструкции, как определение для каждого элемента кольца (поля) унарной операции умножения на этот элемент.

## Основные классы алгебраических систем
- Множество можно считать вырожденной алгебраической системой с пустым набором операций и отношений[1].

### Группоиды, полугруппы, группы
- Группоид — множество с одной бинарной операцией {\displaystyle \cdot :G\times G\to G}, обычно называемой умножением.
- Правая квазигруппа — группоид, в котором возможно правое деление, то есть уравнение {\displaystyle x\cdot a=b} имеет единственное решение для любых {\displaystyle a} и {\displaystyle b}.
- Квазигруппа — одновременно правая и левая квазигруппа.
- Лупа — квазигруппа с нейтральным элементом {\displaystyle e\in G}, таким, что {\displaystyle a\cdot e=e\cdot a=a}.
- Полугруппа — группоид, в котором умножение ассоциативно: {\displaystyle a\cdot (b\cdot c)=(a\cdot b)\cdot c}.
- Моноид — полугруппа с нейтральным элементом.
- Группа — моноид, в котором для каждого элемента a группы можно определить обратный элемент a−1, такой, что {\displaystyle a\cdot a^{-1}=a^{-1}\cdot a=e}.
- Абелева группа — группа, в которой операция коммутативна, то есть {\displaystyle a\cdot b=b\cdot a}. Операцию в абелевой группе часто называют сложением ('+').

### Кольца
- Кольцо — структура с двумя бинарными операциями (абелева группа по сложению с заданной второй ассоциативной бинарной операцией — умножением), в которой выполняется закон дистрибутивности: {\displaystyle a\cdot (b+c)=a\cdot b+a\cdot c,\quad (a+b)\cdot c=a\cdot c+b\cdot c}.
- Коммутативное кольцо — кольцо с коммутативным умножением.
- Целостное кольцо — кольцо, в котором произведение двух ненулевых элементов не равно нулю.

- Тело — кольцо, в котором ненулевые элементы образуют группу по умножению.
- Поле — коммутативное кольцо, являющееся телом.

- Полукольцо — похоже на кольцо, но без обратимости сложения.
- Почтикольцо — также обобщение кольца, отличающееся от обычного кольца отсутствием требования коммутативности сложения и отсутствием требования дистрибутивности умножения по сложению (левой или правой)

### Алгебры
- Алгебра — линейное пространство с билинейной дистрибутивной операцией умножения, иначе говоря, кольцо с согласованной структурой линейного пространства
- Ассоциативная алгебра — алгебра с ассоциативным умножением
- Алгебра термов
- Коммутативная алгебра
- Градуированная алгебра
- Алгебра Ли — алгебра с антикоммутативным умножением (обычно обозначаемым {\displaystyle [a,b]}), удовлетворяющим тождеству Якоби {\displaystyle [a,[b,c]]+[b,[c,a]]+[c,[a,b]]=0}
- Алгебра Лейбница — алгебра с умножением (обычно обозначаемым {\displaystyle [a,b]}), удовлетворяющим тождеству Якоби {\displaystyle [a,[b,c]]+[b,[c,a]]+[c,[a,b]]=0}
- Алгебра Йордана — коммутативная алгебра с тождеством слабой ассоциативности: {\displaystyle x^{2}(yx)=(x^{2}y)x}
- Алгебра некоммутативная йорданова — некоммутативная алгебра с тождеством слабой ассоциативности: {\displaystyle x^{2}(yx)=(x^{2}y)x} и тождеством эластичности: {\displaystyle x(yx)=(xy)x}
- Альтернативная алгебра — алгебра с тождествами {\displaystyle x^{2}y=x(xy),\quad yx^{2}=(yx)x}
- Алгебра Мальцева — антикоммутативная алгебра с тождеством:
{\displaystyle (xy)(xz)+(y(xz))x+((xz)x)y=((xy)z)x+((yz)x)x+((zx)y)x}
- Коммутантно-ассоциативная алгебра
- Алгебра над операдой — один из наиболее общих видов алгебраических систем. Здесь сама операда играет роль сигнатуры алгебры.

### Решётки
- Решётка — структура с двумя коммутативными, ассоциативными, идемпотентными операциями, удовлетворяющими закону поглощения.
- Булева алгебра.